# Bereznek
Bereznek (ukránul: Березники [Berezniki]) falu Ukrajnában, Kárpátalján, a Huszti járásban.

## Fekvése
Szolyvától keletre, a Borzsa folyó mellett, Kerecke északi szomszédjában fekvő zsáktelepülés.

## Története
Bereznek nevét 1680-ban említette először oklevél Bereznik, majd 1720-ban Beriznik néven.
A Borzsa völgyében fekvő település birtokosai a Dolhai család tagjai voltak.
1910-ben 1846 lakosából 10 magyar, 87 német, 1749 román volt. Ebből 1874 görögkatolikus, 325 izraelita volt.   trianoni békeszerződés előtt Máramaros vármegye Dolhai járásához tartozott.